# Henri Yrissou
Henri Yrissou, né le 15 mai 1909 à Nîmes (Gard) et mort le 21 juin 2009 à Boulogne-Billancourt (Hauts-de-Seine), est un homme politique français.

## Biographie
En 1999, il signe pour s'opposer à la guerre en Serbie la pétition « Les Européens veulent la paix », initiée par le collectif Non à la guerre.

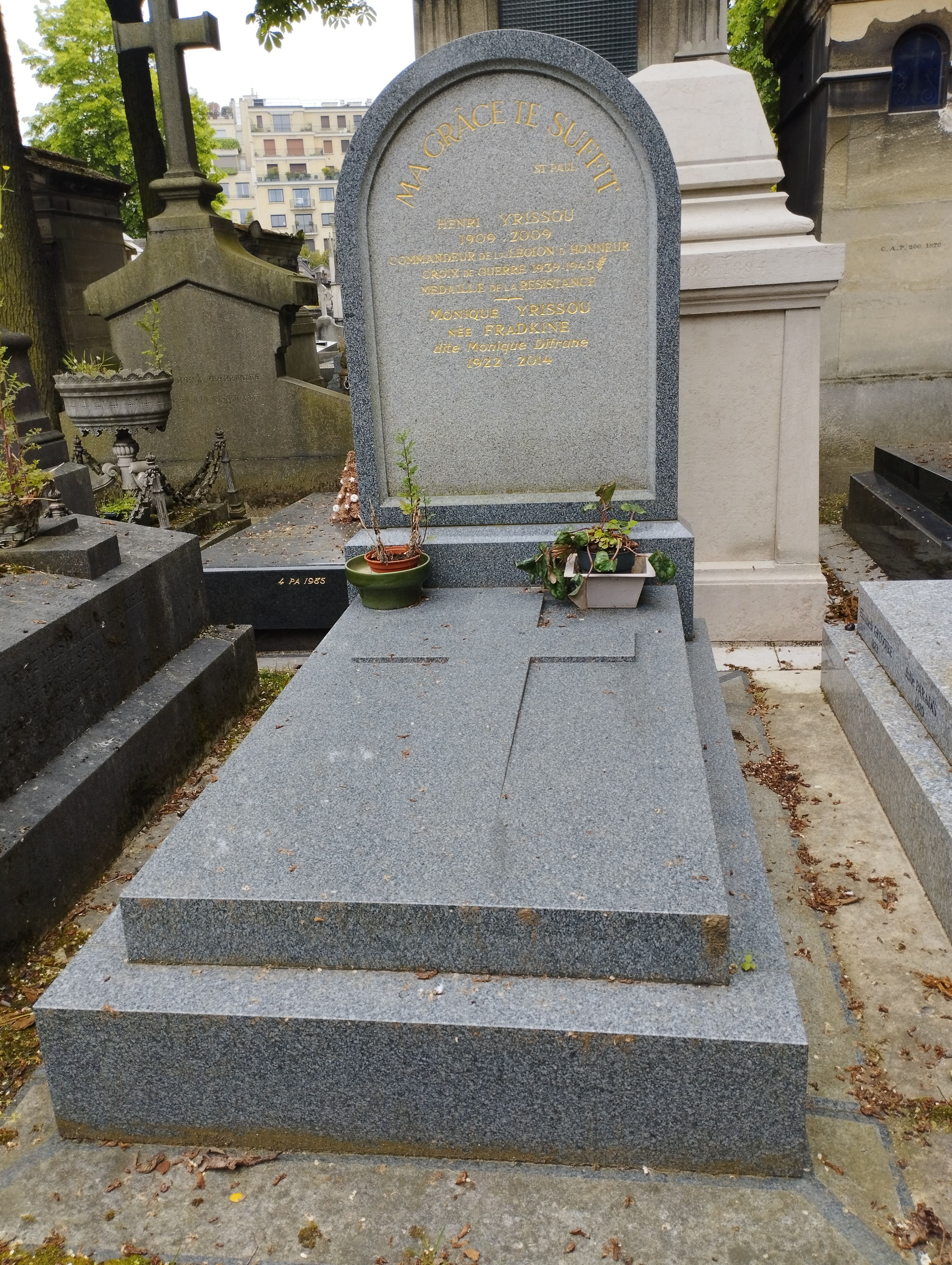
Tombe de Henri Yrissou au cimetière de Passy (division 6).

Il est l'époux de Monique Difrane, dite Fradkine, écrivaine, décédée en 2014 à 91 ans. Ils sont tous deux inhumés au cimetière de Passy (division 6).

## Mandats
- Député de la 3e circonscription du Tarn (1958-1962)
- Conseiller général du canton de Gaillac (1958-1976)
- Maire de Gaillac (1959-1977)

## Fonctions
- Inspecteur général des Finances
- Directeur de cabinet d'Antoine Pinay, plusieurs fois ministre et président du Conseil
- Vice-président de l'Association des anciens députés
- Président des Houillères du sud Oranais

## Distinctions
- Commandeur de la Légion d'honneur
- Médaille de la Résistance
- Croix de guerre 1939-1945 avec palmes
- Commandeur des Veterans of Foreign Wars